# Julius Dorpmüller
Julius Dorpmüller (Wuppertal, 24 luglio 1869 – Malente, 5 luglio 1945) è stato un politico tedesco.

## Biografia
Si laureò in ingegneria all'Istituto Tecnico di Aquisgrana, e dopodiché entrò nel servizio ferroviario prussiano. Nel 1926 fu nominato direttore generale delle ferrovie statali tedesche. Con la salita al potere del nazismo, ricevette varie onorificenze e decorazioni grazie alla stima che Hitler nutriva per la sua competenza, e fu nominato presidente del comitato direttivo dell'Autobahn. Nel 1938 fu messo a capo del ministero dei trasporti, restando in carica fino alla fine della seconda guerra mondiale.